# Piotr Sawczuk
Piotr Henryk Sawczuk (sinh ngày 29 tháng 1 năm 1962) là một giám mục của Giáo hội Công giáo người Ba Lan. Ông nguyên là giám mục của Giáo phận Drohiczyn từ năm 2019. Ông trước đây là giám mục phụ tá của Giáo phận Siedlce và giám mục chính tòa của Ottana từ năm 2013 đến năm 2019.
Sawczuk sinh và lớn lên ở làng Kornica.  Năm 1981, ông tốt nghiệp trung học ở Biała Podlaska. Từ năm 1981 đến năm 1987 Sawczuk hoàn thành các nghiên cứu triết học và thần học tại Đại Chủng viện Giáo phận ở Siedlce.  Ngày 6 tháng 6 năm 1987, ông được Giám mục Jan Mazur truyền chức linh mục tại nhà thờ Chính tòa Đức Mẹ Vô nhiễm Nguyên tội ở Siedlce  rồi thi hành mục vụ cho giáo phận đó.  Năm 1988, ông lấy bằng thạc sĩ thần học tại Khoa Thần học củaĐại học Công giáo Lublin.  Năm 1989, ông bắt đầu học chuyên ngành tại Khoa Giáo luật của Học viện Thần học Công giáo ở Warsaw. Sawczuk lấy bằng thạc sĩ giáo luật năm 1992, và nhận bằng tiến sĩ giáo luật năm 1996 sau khi bảo vệ luận án có tựa đề "Communicatio in sacris" về giáo luật Công giáo liên quan đến luật hình sự.
Ngày 19 tháng 1 năm 2019, Sawczuk được Giáo hoàng Biển Đức XVI bổ nhiệm làm giám mục phụ tá của Giáo phận Siedlce, đồng thời là giám mục chính thức của Ottana.  Ông được tấn phong giám mục vào ngày 6 tháng 4 năm 2013 tại Siedlce, với vị chủ phong là Zbigniew Kiernikowski, và các vị đồng phụ phong là Celestino Migliore, Sứ thần Tòa thánh tại Ba Lan kiêm tổng giám mục chính thức của Canosa, và Henryk Tomasik, giám mục Radom.  Sawczuk chọn "Nomini Tuo Da Gloriam" (Tên của bạn cho vinh quang) làm khẩu hiệu giám mục của mình.